# 程星
程 星（てい せい、チェン・シン、英語: Cheng Xing、2002年5月7日 - ）は、中華人民共和国の男子バドミントン選手。

## 経歴
2022年から、2歳年上の陳芳卉とペアを組み混合ダブルスで国際大会に出場する。
2023年のオーストラリア・オープンでは、1回戦で世界ランク21位の金子裕樹 / 松友美佐紀をストレートで破り、準々決勝では世界ランク17位のリノフ・リファルディ / ピタ・ハニンテャス・メンタリをストレートで破りベスト4の成績を残した。
2024年からは同い年の張馳とペアを組む。
5月のオルレアン・マスターズでは、決勝でリファルディ / メンタリを破って優勝。BWFワールドツアータイトル初獲得となった。